# No combatiente

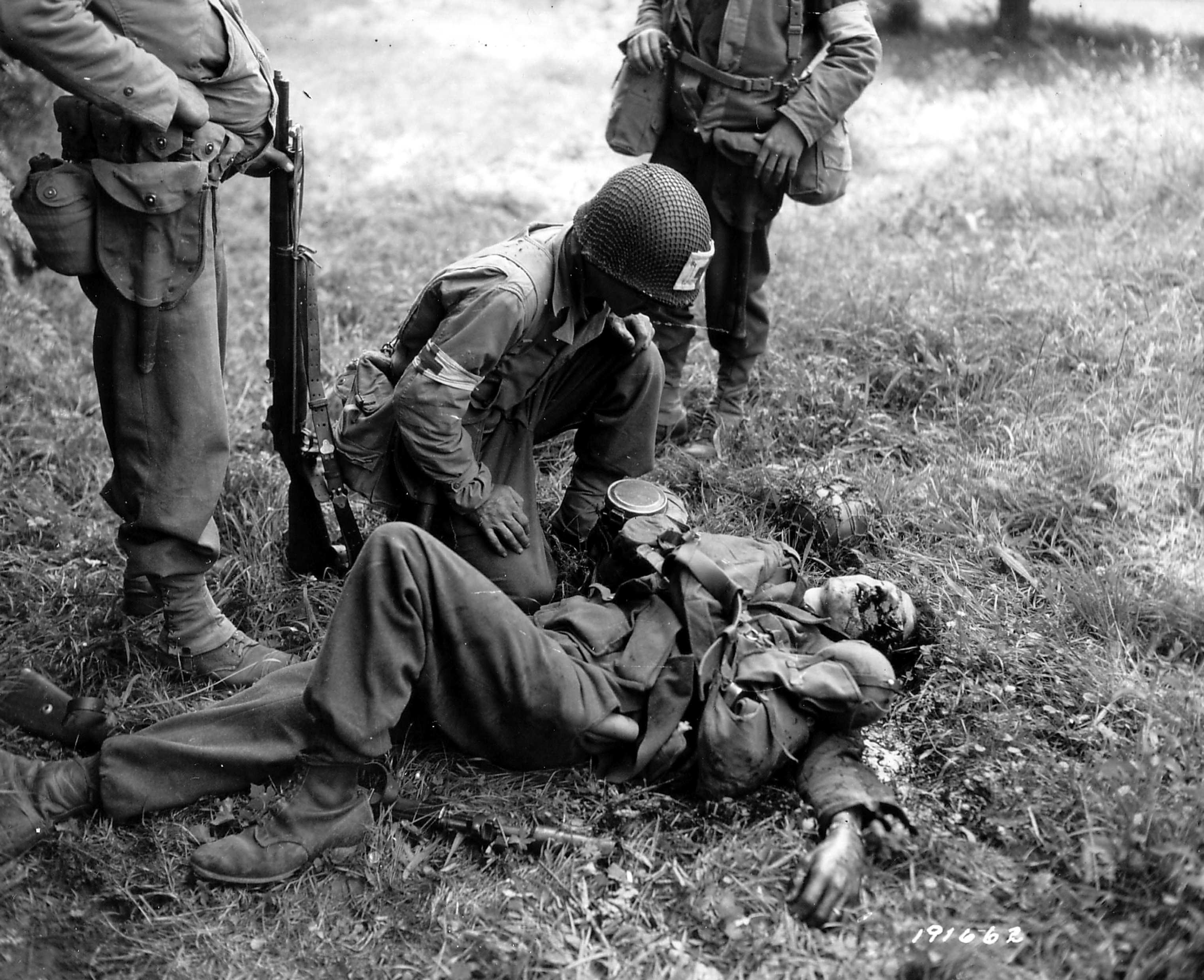
Los miembros del personal sanitario de las fuerzas armadas se encuentran entre los no combatientes y sujetos a una protección jurídica especial

«No combatiente» es un término que las leyes de la guerra describe como los civiles que no toman parte directa en las hostilidades, personas, tales como personal médico y capellanes militares, que no solo son miembros de las fuerzas armadas, sino que están protegidos por sus derechos específicos (como se describe en Primer Protocolo de los Convenios de Ginebra, adoptado en junio del año 1977), y los combatientes, que se encuentran Hors de combat ("fuera del combate"), es decir, enfermos, heridos, detenidos y discapacitados por otros motivos.
El artículo 50 del Primer Protocolo define a un civil como una persona que no es un combatiente. El artículo 51 describe la protección que debe darse a los civiles (a menos que sean combatientes ilegales) y a las poblaciones civiles. El Tercer Capítulo III del Primer Protocolo regula la focalización de los bienes de carácter civil. El artículo 8(2)(b)(i) del Estatuto de Roma de la Corte Penal Internacional también prohíbe los ataques dirigidos contra civiles. No todos Estados Soberanos han ratificado el Primer Protocolo o el Estatuto de Roma, pero es un principio aceptado del Derecho internacional humanitario que el blanco directo de los civiles es una violación de las leyes consuetudinarias de la guerra y es vinculante para todos los beligerantes.

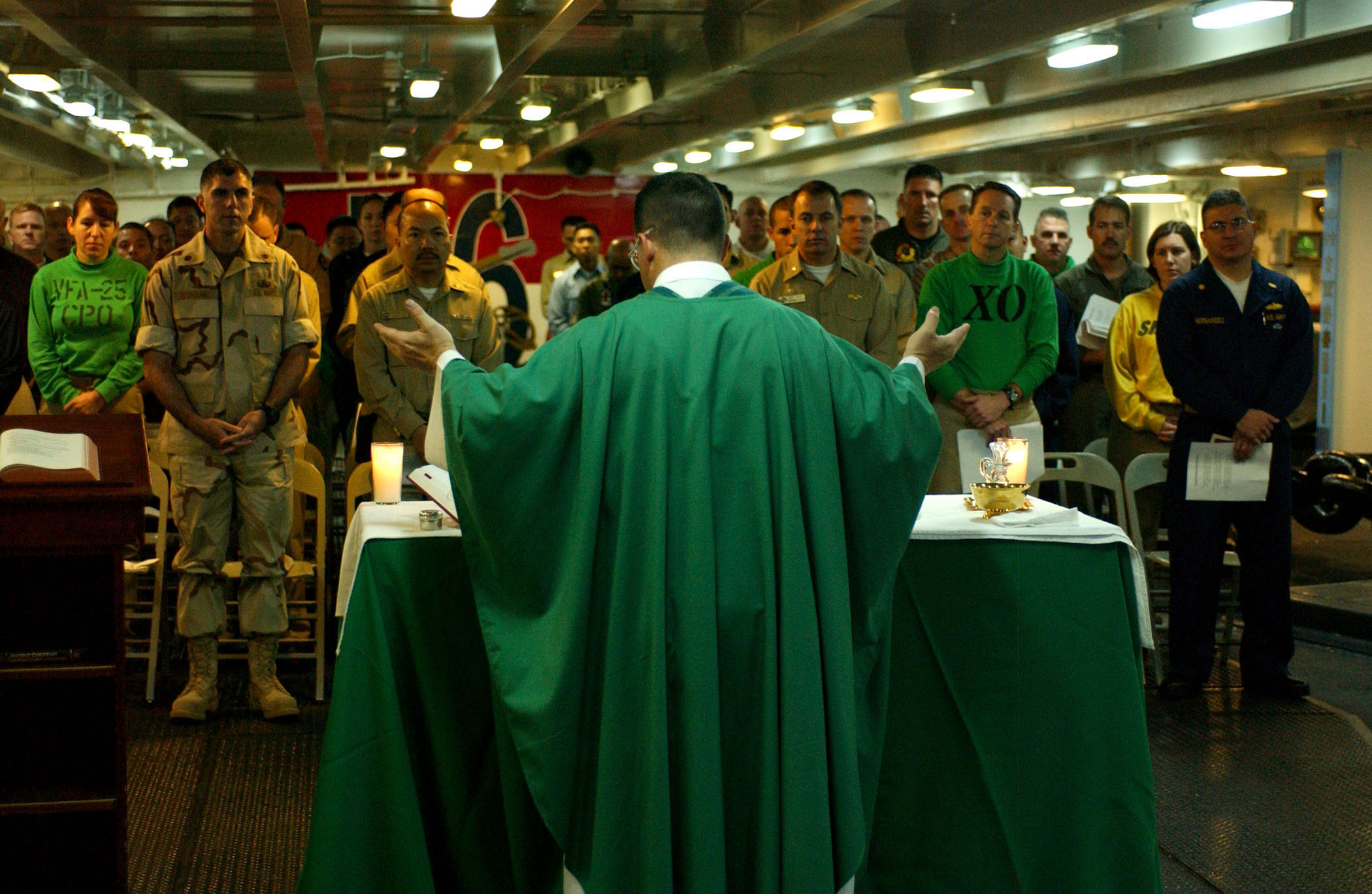
Incluso los capellanes militares, en este caso durante la celebración de una misa católica a bordo de un buque de Marina de los EE. UU., están protegidos como no combatientes

El Artículo Tercero de la Sección General de los Convenios de Ginebra afirma que en el caso de los conflictos armados que no sean de carácter internacional (que se produzcan en el territorio de una de las Altas Partes Contratantes) recoge que cada Parte en conflicto tendrá la obligación de aplicar, como mínimo, las siguientes disposiciones a los no combatientes:
Serán, en todas las circunstancias, tratados con humanidad, con las siguientes prohibiciones: 
(a) Violencia contra las vidas de las personas, especialmente el homicidio en todas sus formas, las mutilaciones, los tratos crueles y la tortura;
(b) toma de rehenes;
(c) atentados contra la dignidad personal, especialmente de tratos humillantes y degradantes;
(d) La adopción de sentencias y la realización de ejecuciones sin previo juicio ante un tribunal legítimamente constituido, con todas las garantías judiciales reconocidas como indispensables por los pueblos civilizados.